# کاراپت پاشایان‌خان

کاراپت پاشایان خان (انگلیسی: Garabed Pashayan Khan; زاده ۱۸۶۴ – درگذشته ۱۹۱۵) پزشک ارمنی‌تبار اهل امپراتوری عثمانی بود.

## زندگی‌نامه
دکتر کاراپت پاشایان‌خان در سال ۱۸۶۴ میلادی (۱۲۴۳ خورشیدی) در کنستانتینوپل امپراتوری عثمانی متولد شد. تحصیلات پزشکی را در سال ۱۸۸۸ (۱۲۶۷) در زادگاهش به پایان رسانید و به عنوان پزشک شهرداری در شهرستان‌های بالو و مالاتیا انجام وظیفه می‌نماید؛ و از سال ۱۸۹۰ (۱۲۶۹) در شهر دیویریک مستقر و با شهرت خوب مشغول طبابت می‌شود.
در سال ۱۸۹۰ (۱۲۶۹) به علت فعالیت‌های فرهنگی اجتماعی دستگیر و زیر شکنجه‌های سخت و با تهدید به مرگ زندانی می‌شود و در نهایت به پاس درمان چشم معیوب قاضی دادگاه تبرئه و از زندان آزاد می‌شود و به ناچار تغییر محل می‌دهد و در شهر شابین قره حصار مستقر می‌شود. در این‌جا نیز در سال ۱۹۰۲ (۱۲۸۱) به علت فعالیت‌های فرهنگی اجتماعی مجدداً دستگیر و تحت شکنجه‌های معمول در امپراتوری عثمانی زندانی و به اعدام محکوم می‌شود ولی با سفارش یکی از اعضای سفارت خانه‌های اروپایی از زندان آزاد می‌شود و به ایران می‌آید.